# Евишовицкая культура
Евишовицкая культура — археологическая группа эпохи энеолита. Относится к постбаденскому кругу. Выделяется на основании сходства форм керамики, орудий труда, приспособлений, технологий, поселений и погребений. По-видимому, представляла собой обособленную группу населения (племя). Названа по эпонимному памятнику близ чешского города Jevišovice.
Впервые характерные находки, связанные с данной группой, сделал в 1914 году Й. Пальярди (J. Palliardi). Археолог Герман Маурер объединяет её с нижнеавстрийской группой Мёдлинг-Цобинг в единую группу Евишовице-Мёдлинг-Цобинг.
Область распространения культуры охватывала такие регионы, как Мельк, Вахау, лес Дункельштайн, Венский Лес, Южную Моравию и Западную Словакию.
Экспедиция Мелькского краеведческого музея в 1980-е годы раскопала часть двора с печами купольного типа и пряслицами. В области Вахберг было обнаружено 40 целых сосудов, множество пряслиц.